# Vlag van Tietjerk

Vlag van Tietjerk

De vlag van Tietjerk is de dorpsvlag van het Nederlandse dorp Tietjerk, in de Friese gemeente Tietjerksteradeel. De vlag werd in 1984 geregistreerd.
Bij gemeenteraadsbesluit van 22 november 1984 zijn een wapen en een vlag vastgesteld voor de 16 dorpen van de gemeente Tietjerksteradeel. Het ontwerp van de vlag is van de hand van Piet Bultsma.

## Beschrijving
De beschrijving van de vlag is als volgt:
Twee gelijke banen rood en blauw; al met al een wit schuin kruis met een armbreedte van 1/8 vlaghoogte.
De kleuren zijn afkomstig van het dorpswapen.

## Symboliek

Kleurstelling: ontleend aan het wapen van Tietjerksteradeel.
- Kruis: geabstraheerd van het schepnet en de zeis uit het dorpswapen.[2]